# Нирлейка
Нирлейка — река в России, протекает в Республике Мордовия. Левый приток реки Малая Кша.

## География
Река Нирлейка берёт начало у села Соколов Гарт. Течёт на юг через населённые пункты Молния и Старые Найманы. Устье реки находится у села Елизаветинка в 7 км от устья Малой Кши. Длина реки составляет 18 км, площадь водосборного бассейна — 56,4 км².

## Данные водного реестра
По данным государственного водного реестра России относится к Верхневолжскому бассейновому округу, водохозяйственный участок реки — Сура от Сурского гидроузла и до устья реки Алатырь, речной подбассейн реки — Сура. Речной бассейн реки — (Верхняя) Волга до Куйбышевского водохранилища (без бассейна Оки).
Код объекта в государственном водном реестре — 08010500312110000036791.